# Liste des congrégations religieuses féminines de droit pontifical
Liste des congrégations religieuses féminines de droit pontifical, classées selon l'ordre d'apparition dans l'annuaire pontifical de 2017. 
- Sœurs minimes de Notre-Dame des Douleurs
- Sœurs de la Mère des Douleurs
- Servantes adoratrices du Saint-Sacrement et de la Charité
- Adoratrices du Saint-Sacrement
- Adoratrices du Sang du Christ
- Sœurs de l'Adoration réparatrice
- Sœurs de l'adoration perpétuelle du Sacré Cœur de Jésus
- Augustines de Meaux
- Sœurs augustines missionnaires
- Augustines de Notre Dame de la Consolation
- Augustines récollettes du Sacré-Cœur de Jésus
- Augustines récollettes missionnaires
- Augustines servantes de Jésus et Marie
- Augustines de l'aide
- Sœurs missionnaires d'Ajmer
- Sœurs albertines servantes des pauvres
- Sœurs de l'Alliance
- Sœurs de l'Amour de Dieu
- Servantes de l'Amour miséricordieux
- Sœurs des Anges
- Sœurs des Anges de Vilnius
- Sœurs angéliques de Saint-Paul
- Petites sœurs de l'Annonciation
- Sœurs annonciades d'Heverlee
- Sœurs antoniennes de Marie
- Petites Sœurs des personnes âgées abandonnées
- Sœurs de l'apostolat catholique
- Sœurs missionnaires de l'apostolat catholique
- Petites apôtres de la Rédemption
- Sœurs apôtres de la Sainte Famille
- Sœurs apôtres du Sacré-Cœur
- Apôtres du Sacré Cœur de Jésus
- Sœurs apostoliques du Christ Crucifié
- Sœurs apostoliques du Sacré-Cœur
- Filles de Marie de l'Assomption
- Petites Sœurs de l'Assomption
- Religieuses de l'Assomption
- Sœurs de la charité de l'Assomption
- Sœurs missionnaires de l'Assomption
- Sœurs de l'Assomption de la Sainte Vierge
- Auxiliatrices
- Sœurs auxiliatrices des âmes du purgatoire
- Auxiliatrices de la charité
- Sœurs auxiliatrices de Notre-Dame de Pitié
- Auxiliatrices paroissiales du Christ Prêtre
- Missionnaires d'Action paroissiale
- Sœurs de l'Enfant-Jésus
- Sœurs de l'Enfant-Jésus de Chauffailles
- Sœurs de l'Enfant Jésus - Nicolas Barré
- Filles de Marie (Bannabikira)
- Sœurs de saint Jean Baptiste
- Filles de la Vierge (Benebikira)
- Bénédictines de la charité
- Bénédictines de la Divine Providence
- Bénédictines missionnaires de Tutzing
- Bénédictines de la Providence
- Bénédictines du Sacré-Cœur de Montmartre
- Bénédictines samaritaines de la croix du Christ
- Bénédictines de Sainte Bathilde
- Sœurs de Béthanie du Sacré-Cœur
- Bethlémites filles du Sacré-Cœur de Jésus
- Sœurs missionnaires de Notre-Dame d'Afrique
- Sœurs du Bon Secours
- Chanoinesses de la Croix
- Chanoinesses de Saint-Augustin de la congrégation Notre-Dame
- Chanoinesses du Saint-Esprit
- Filles de la charité canossiennes
- Capucines de l'Immaculée de Lourdes
- Capucines de la Mère du Divin Pasteur
- Capucines de la mère Rubatto
- Capucines du Sacré-Cœur
- Servantes de la Charité
- Filles de la charité divine
- Petites Sœurs missionnaires de la charité
- Sœurs de la charité de Cincinnati
- Sœurs de la charité de Seton Hill
- Sœurs de la charité de Leavenworth
- Sœurs de la charité de Nazareth
- Sœurs de la charité de Namur
- Sœurs de la charité de Québec
- Sœurs de la charité de Strasbourg
- Sœurs de la charité du cardinal Sancha
- Sœurs de la charité chrétienne
- Sœurs de la charité de Jésus et de Marie
- Sœurs de la charité d'Irlande
- Sœurs de la charité de Montréal
- Sœurs de la charité d'Ottawa
- Sœurs de la charité de Saint-Hyacinthe
- Sœurs de la charité de sainte Bartolomea Capitanio et sainte Vincenza Gerosa
- Sœurs de la charité de Saint Vincent de Paul du prince de Palagonia
- Sœurs de la Vierge Marie du Mont Carmel
- Sœurs carmélites pour les personnes âgées et infirmes
- Carmélites de l'Enfant-Jésus
- Carmélites de la charité
- Carmélites du Corpus Christi
- Carmélites du Divin Cœur de Jésus
- Carmélites de Mère Candelaria
- Carmélites missionnaires
- Carmélites missionnaires de Sainte Thérèse de l’Enfant-Jésus
- Carmélites missionnaires thérèsiennes
- Carmélites du Sacré-Cœur
- Carmélites du Sacré-Cœur de Jésus
- Carmel Saint-Joseph
- Carmélites de saint Joseph (Barcelone)
- Carmélites de Sainte Thérèse de Florence
- Soeurs Carmélites de Sainte Thérèse (de Turin)
- Carmélites Thérèsiennes de saint Joseph
- Carmel apostolique
- Sœurs catéchistes guadalupéennes
- Sœurs missionnaires catéchistes des pauvres
- Sœurs catéchistes du Sacré-Cœur
- Sœurs missionnaires catéchistes de Sainte Thérèse de l'Enfant Jésus
- Filles de l'Église
- Missionnaires clarisses du saint Sacrement
- Sœurs compassionistes servites de Marie
- Conceptionistes Missionnaires de l'Enseignement
- Sœurs Conceptionnistes au service des pauvres
- Congregatio Jesu
- Sœurs missionnaires de la Consolata
- Sœurs pensionnaires de l'Enfant Jésus
- Sœurs du Christ
- Sœurs du Christ à Gethsémani
- Filles du Christ-Roi
- Petites servantes du Christ-Roi
- Sœurs missionnaires du Christ Roi
- Sœurs missionnaires du Christ Roi pour immigrants Polonais
- Filles de la Croix (de Liège)
- Filles de la Croix de Palerme
- Filles de la Croix, Sœurs de Saint-André
- Sœurs de la compagnie de la Croix
- Sœurs de la Croix de Chavanod
- Sœurs de la Croix de Strasbourg
- Sœurs de la Croix du Sacré-Cœur de Jésus
- Sœurs missionnaires croisées de l'Église
- Sœurs crucifiées adoratrices de l'Eucharistie
- Servantes du Cœur de Jésus de Córdoba
- Servantes du Cœur de Jésus de Strasbourg
- Filles du Cœur de Jésus
- Oblates du Cœur de Jésus
- Sœurs missionnaires servantes du Cœur Immaculé de Marie
- Petites Sœurs du Cœur Immaculé de Marie
- Sœurs du Cœur Immaculé de Marie de Blon
- Sœurs du Cœur Immaculé de Marie de Porto Alegre
- Servantes du Cœur Immaculé de Marie de Monroe
- Servantes du Cœur Immaculé de Marie de Immaculata
- Servantes du Cœur Immaculé de Marie de Scranton
- Servantes du Cœur Immaculé de Marie
- Sœurs du Cœur Immaculé de Marie
- Sœurs missionnaires filles du Cœur de Marie
- Filles du Cœur de Marie
- Filles du Cœur très pur de Marie
- Servantes du Divin Cœur
- Sœurs disciples du Divin Maître
- Sœurs du Bon Pasteur de la Divine Providence
- Sœurs du Divin Rédempteur
- Filles du Divin Sauveur
- Sœurs du Divin Sauveur
- Filles de la Divine Bergère, Institut Calasanz
- Sœurs de la volonté divine
- Sœurs des divines vocations
- Augustines du Divin Amour
- Filles du Divin Zèle
- Dominicaines de l'Annonciation
- Dominicaines de la Bienheureuse Imelda de Slovaquie
- Dominicaines de la bienheureuse Imelda
- Dominicaines de Béthanie
- Dominicaines de Bohême
- Dominicaines de la congrégation française de Sainte Catherine de Sienne
- Dominicaines de la congrégation anglaise de sainte Catherine de Sienne
- Dominicaines de la congrégation de Notre-Dame du Très Saint Rosaire
- Dominicaines de la congrégation romaine de saint Dominique
- Dominicaines de Sainte Catherine de Sienne de Kenosha
- Dominicaines de la congrégation du Saint Rosaire de Sinsinawa
- Dominicaines filles du Saint Rosaire
- Dominicaines de l'Immaculée Conception
- Sœurs de Maryknoll de Saint-Dominique
- Dominicaines missionnaires des campagnes
- Dominicaines missionnaires de Notre-Dame de la Délivrande
- Dominicaines missionnaires de la Sainte Famille
- Dominicaines missionnaires de Saint Sixte
- Dominicaines de Notre-Dame de Grâce
- Dominicaines de Notre Dame du Rosaire et de Sainte Catherine de Sienne
- Dominicaines de la Nouvelle-Zélande
- Sœurs de la charité dominicaines de la Présentation
- Sœurs missionnaires dominicaines du Saint-Rosaire
- Dominicaines de Sainte Catherine de Sienne des Philippines
- Dominicaines de Sainte Catherine de Sienne du Portugal
- Dominicaines du Saint Nom de Jésus
- Dominicaines de Sainte Rose de Lima de Hawtorne
- Dominicaines du saint rosaire des Philippines
- Dominicaines de la Trinité
- Sœurs de la doctrine chrétienne de Nancy
- Sœurs de l'Éducation Chrétienne
- Servantes de l'Eucharistie
- Religieuses de l'Eucharistie
- Petites missionnaires eucharistiques
- Sœurs missionnaires eucharistiques de la Sainte Trinité
- Sœurs de la Famille de Béthanie
- Sœurs de la famille du Sacré-Cœur de Jésus
- Fidèles compagnes de Jésus
- Sœurs Philippiennes de Notre Dame des Douleurs
- Franciscaines de Dillingen
- Franciscaines d'Allegany
- Franciscaines de Chicago
- Sœurs de Saint François de Philadelphie
- Missionnaires franciscaines
- Sœurs tertiaires franciscaines de Bressanone
- Franciscaines adoratrices de la Sainte Croix
- Pauvres sœurs Franciscaines de l'Adoration Perpétuelle
- Franciscaines de l'Adoration perpétuelle
- Franciscaines des affligés
- Franciscaines alcantarines
- Franciscaines servantes de la Croix
- Franciscaines servantes de Marie
- Franciscaines de la bienheureuse Angélique
- Sœurs de Saint François de Rochester
- Franciscaines du Christ Roi
- Sœurs des écoles franciscaines du Christ-Roi
- Franciscaines du Cœur de Jésus
- Franciscaines élisabethines
- Franciscaines Élisabethaines
- Franciscaines de la famille de Marie
- Franciscaines filles de la Miséricorde
- Franciscaines du troupeau de Marie
- Franciscaines de l'Immaculée Conception de Florence
- Franciscaines de l'Immaculée Conception de Valence
- Franciscaines de l'Immaculée Conception de Graz
- Franciscaines de l'Immaculée Conception (Mexique)
- Franciscaines de l'Immaculée Conception de Lipari
- Franciscaines de l'Immaculée de Pietradefusi
- Franciscaines enseignantes du Tiers-Ordre régulier
- Franciscaines de Marie Immaculée
- Franciscaines de Marie Immaculée de Joliet
- Franciscaines missionnaires du Christ
- Franciscaines missionnaires du Cœur immaculé de Marie
- Franciscaines missionnaires de l'Immaculée
- Franciscaines missionnaires de la Mère du Divin Pasteur
- Franciscaines missionnaires de Marie
- Franciscaines missionnaires de Marie Auxiliatrice
- Franciscaines missionnaires de Notre-Dame
- Franciscaines missionnaires du Sacré Cœur
- Franciscaines missionnaires de Suse
- Franciscaines de Notre-Dame du Perpétuel Secours
- Franciscaines de Notre-Dame du Refuge
- Franciscaines de Notre-Dame de Protection
- Franciscaines de Notre-Dame des Victoires
- Franciscaines hospitalières de l'Immaculée Conception
- Franciscaines de la Très Pure Conception
- Franciscaines du Règne de Jésus-Christ
- Franciscaines des Sacrés Cœurs d'Antequera
- Franciscaines des Sacrés Cœurs de Capoue
- Franciscaines de Sainte Claire
- Franciscaines de Sainte Philippa Mareri
- Franciscaines de la Bienheureuse Vierge Marie des Anges
- Franciscaines de Sainte Marie des Anges
- Franciscaines du Seigneur de la Cité
- Franciscaines du Saint-Esprit de Montpellier
- Sœurs missionnaires franciscaines du Verbe Incarné
- Petites Sœurs de Jésus
- Filles de Jésus (de Kermaria)
- Filles de Jésus (Salamanque)
- Filles de Jésus de Vérone
- Servantes de Jésus du Venezuela
- Servantes de Jésus
- Sœurs de Jésus Enfant
- Filles de Jésus Bon Pasteur
- Servantes de Jésus de la Charité
- Pauvres servantes de Jésus-Christ
- Bénédictines de Jésus crucifié
- Servantes de Jésus dans l'Eucharistie
- Sœurs disciples de Jésus Eucharistie
- Congrégation des religieuses de Jésus-Marie
- Sœurs de l'Institut de Jésus, Marie et Joseph
- Sœurs de Jésus Miséricordieux
- Servantes de Jésus-Sacrement de Buenos Aires
- Servantes de Jésus-Sacrement de Guadalajara
- Sœurs de Jésus Serviteur
- Sœurs joséphites de la charité
- Sœurs Joséphines de la Sainte Trinité
- Sœurs guadalupéennes de la Salle
- Sœurs missionnaires guadalupéennes du Saint Esprit
- Servantes de l'Immaculée
- Servantes de l'Immaculée Conception de Parme
- Sœurs de l'Immaculée Conception de Gênes
- Filles de l'Immaculée Conception de Buenos Aires
- Petites servantes de l'Immaculée Conception
- Petites Sœurs de l'Immaculée Conception
- Sœurs de l'Immaculée Conception d'Annecy
- Servantes de l'Immaculée Conception de la Mère de Dieu
- Sœurs de la charité de l'Immaculée Conception d'Ivrée
- Sœurs de la charité de l'Immaculée Conception
- Sœurs missionnaires de l'Immaculée-Conception
- Servantes de l'Immaculée Conception
- Sœurs de l'Immaculée Conception de la Bienheureuse Vierge Marie de Kaunas
- Sœurs de l'Immaculée Conception de la Bienheureuse Vierge Marie
- Servantes de l'Immaculée Conception de Silésie
- Sœurs missionnaires de l'Immaculée Conception de la Mère de Dieu
- Sœurs de l'Immaculée Conception de Notre Dame de Lourdes
- Sœurs missionnaires de l'Immaculée Reine de la Paix
- Sœurs hospitalières de Notre-Dame des Douleurs
- Sœurs de l'institut catéchiste Dolores Sopeña
- Dames de l'instruction chrétienne
- Sœurs de la charité de Nevers
- Sœurs missionnaires du doux message
- Filles de Notre-Dame du Divin Amour
- Servantes de la Mère du Bon Pasteur
- Congrégation de la Mère de Dieu
- Pauvres servantes de la Mère de Dieu
- Sœurs maîtresses catholiques du Sacré-Cœur
- Maîtresses pieuses de la Vierge des Douleurs
- Pieuses Maîtresses Filippini
- Pieuses Maîtresses Venerini
- Sœurs de Sainte Marcelline
- Servantes de Marie d'Anglet
- Filles de Marie de Saint-Denis
- Sœurs de la Petite Compagnie de Marie
- Religieuses de la Vierge Marie
- Sœurs minimes de la charité de Notre Dame des Douleurs
- Sœurs missionnaires de Marie Secours des Chrétiens
- Filles de Marie-Auxiliatrice
- Sœurs de Marie Auxiliatrice
- Filles de Marie et de Joseph
- Sœurs de Marie-Joseph et de la Miséricorde
- Servantes de Marie Immaculée, filles de Sainte Thérèse
- Filles de Marie Immaculée de Reggio de Calabre
- Petites Missionnaires de Marie Immaculée
- Religieuses de Marie Immaculée
- Religieuses de Marie Immaculée missionnaires clarétines
- Filles de Marie Immaculée de Zakroczym
- Petites servantes de la Bienheureuse Vierge Marie immaculée
- Filles de Marie Immaculée de Guadalupe
- Missionnaires de Marie Immaculée et de Sainte Catherine de Sienne
- Filles de Marie, mère de l'Église
- Servantes de Marie, ministres des malades
- Sœurs de Notre-Dame de la Miséricorde
- Filles missionnaires de Marie
- Compagnie de Marie-Notre-Dame
- Sœurs de Marie-Réparatrice
- Pauvres filles de la Vierge couronnée
- Filles de Marie, Mère de la Divine Providence et du Bon Pasteur
- Filles de Notre Dame du Jardin
- Sœurs de Marie-Thérèse
- Sœurs de la Bienheureuse Vierge Marie de Lorette
- Filles de Marie Immaculée
- Marianites de Sainte-Croix
- Sœurs maristes
- Sœurs de Notre Dame de la Merci
- Sœurs de la charité de Notre-Dame de la Merci
- Sœurs mercédaires missionnaires
- Sœurs mercédaires du Saint Sacrement
- Sœurs ministres des malades de saint Camille
- Sœurs de la Miséricorde de Vérone
- Sœurs de la Miséricorde
- Sœurs de la Miséricorde de Montréal
- Sœurs de la Miséricorde de Sées
- Filles de la Miséricorde et de la Croix
- Filles de la miséricorde franciscaine
- Sœurs de la Miséricorde de Saint Gérard
- Sœurs murialdines de saint Joseph
- Religieuses de Nazareth
- Missionnaires eucharistiques de Nazareth
- Sœurs missionnaires comboniennes
- Sœurs de Notre-Dame de Coesfeld
- Sœurs de Notre-Dame de Namur
- Sœurs de la charité de Notre-Dame d'Évron
- Congrégation de Notre-Dame de Montréal
- Pauvres sœurs des écoles de Notre-Dame
- Sœurs missionnaires de Notre-Dame des Apôtres
- Sœurs de Notre-Dame du Bon-Conseil
- Sœurs de Notre Dame du Bon Secours de Lyon
- Sœurs de Notre Dame de Bon Secours de Troyes
- Sœurs de la charité de Notre Dame du Bon et Perpétuel Secours
- Sœurs de Notre-Dame du Calvaire
- Congrégation de Notre-Dame de Charité du Bon Pasteur
- Sœurs de Notre Dame du Mont Carmel
- Filles de Notre-Dame de la Compassion
- Sœurs de Notre-Dame de la Compassion de Marseille
- Congrégation des religieuses de Notre-Dame de la Compassion Toulouse
- Sœurs de Notre Dame de la Consolation
- Servantes de Notre-Dame de Fatima
- Sœurs de Notre Dame de Fidélité
- Sœurs de Notre-Dame de l'Immaculée Conception de Castres
- Sœurs de la charité de Notre-Dame, Mère de Miséricorde
- Filles de Notre Dame de la Miséricorde
- Sœurs de Notre Dame de la Miséricorde de Laval
- Sœurs de Notre Dame des Missions
- Filles de Notre-Dame du Mont Calvaire
- Sœurs de Notre Dame du Mont Carmel de Lacombe
- Sœurs de Notre Dame du Perpétuel Secours de Québec
- Filles de Notre Dame de la Piété
- Sœurs de Notre Dame du refuge du Mont Calvaire
- Sœurs de Notre-Dame du Cénacle
- Filles de Notre-Dame du Sacré-Cœur
- Sœurs de Notre Dame du Sacré Cœur
- Sœurs de Notre Dame du saint Rosaire
- Congrégation de Notre-Dame de Sion
- Minimes de Notre Dame du Suffrage
- Oblates missionnaires de l'Assomption
- Oblates de Béthanie
- Oblates du Christ Prêtre
- Oblates de Jésus Prêtre
- Oblates du Sacré Cœur de Jésus
- Sœurs missionnaires oblates du Sacré Cœur et de Marie Immaculée
- Oblates du Saint Enfant Jésus
- Oblates de Sainte Françoise Romaine
- Oblates de Saint François de Sales
- Oblates du Très Saint Rédempteur
- Oblates du Saint-Esprit
- Œuvre missionnaire de Jésus et Marie
- Sœurs ouvrières catéchistes de Notre Dame des Douleurs
- Pieuses ouvrières de l’Immaculée Conception
- Petites ouvrières des Sacrés-Cœurs
- Sœurs ouvrières de la Sainte Maison de Nazareth
- Petites sœurs de l'ouvrier
- Filles de l'Oratoire
- Sœurs ursulines de Calvarienberg
- Ursulines filles de Marie Immaculée
- Ursulines de Jésus
- Ursulines de Marie Immaculée
- Ursulines de la Vierge Immaculée
- Ursulines missionnaires du Sacré-Cœur de Jésus
- Sœurs ursulines de la Sainte Famille
- Ursulines du Cœur de Jésus Agonisant
- Ursulines du saint Crucifix
- Ursulines de Saint-Jérôme
- Ursulines de Tildonk
- Ursulines de l'union canadienne
- Ursulines de l'union romaine
- Franciscaines hospitalières de Jésus le Nazaréen
- Sœurs hospitalières de la Miséricorde
- Sœurs hospitalières du Sacré-Cœur de Jésus
- Religieuses Hospitalières de Saint-Joseph
- Hospitalières de Sainte-Marthe de Beaune
- Servantes de la Passion
- Filles de la Passion de Jésus Christ et de Notre Dame des Douleurs
- Sœurs minimes de la Passion du Christ
- Sœurs passionistes de Saint Paul de la Croix
- Sœurs de Jésus Bon Pasteur
- Petites Sœurs du Sacré-Cœur
- Pauvres servantes de la Divine Providence
- Sœurs des pauvres de Bergame
- Petites Sœurs des pauvres
- Petites Sœurs des pauvres de Maiquetía
- Servantes des pauvres de Jeanne Delanoue
- Sœurs du Pauvre Enfant Jésus
- Filles de Sainte Marie de la Présentation
- Sœurs de la Présentation de la Bienheureuse Vierge Marie
- Sœurs de la Présentation de Marie
- Filles de la charité du Très Précieux Sang
- Sœurs du Précieux Sang
- Sœurs missionnaires du Précieux-Sang
- Adoratrices du Très Précieux Sang de Notre Seigneur Jésus Christ
- Servantes de la Divine Providence
- Filles de la Providence de Saint-Brieuc
- Filles de la divine providence de Rome
- Filles de la divine providence de Créhen
- Filles de Sainte Marie de la Divine Providence
- Petites Sœurs de la Divine Providence
- Sœurs de la Providence de Gap
- Sœurs de la Providence de Saint Mary-of-the-Woods
- Sœurs de la Providence de Ruillé-sur-Loir
- Sœurs de la Providence de Montréal
- Sœurs de la Providence de Portieux
- Sœurs de la Divine Providence de Saint-Jean-de-Bassel
- Sœurs de la Divine Providence de Ribeauvillé
- Sœurs de la Providence de la Pommeraye
- Sœurs de la Providence de Saint André de Peltre
- Sœurs de la Providence de saint Gaétan de Thiene
- Religieuses de la Pureté de Marie
- Filles missionnaires de la Très Pure Vierge Marie
- Sœurs du Rédempteur
- Sœurs réparatrices du Sacré Cœur
- Sœurs réparatrices de la sainte Face
- Sœurs réparatrices de la Sainte Face de Notre Seigneur Jésus Christ
- Sœurs de la Résurrection de Notre Seigneur Jésus-Christ
- Sœurs de la retraite chrétienne
- Sœurs de la Providence de l'institut de Charité
- Petites Sœurs de la Sainte-Famille (Sherbrooke)
- Petites Sœurs de la Sainte-Famille (Vérone)
- Sœurs de la Sainte Famille de Vérone
- Sœurs de la Sainte Famille de Bergame
- Sœurs de la Sainte Famille de la Nouvelle-Orléans
- Sœurs de la Sainte Famille de Villefranche-de-Rouergue
- Sœurs de la Sainte Famille de Spolète
- Sainte Famille de Bordeaux
- Sœurs de la Sainte Famille d'Urgell
- Sœurs de la Sainte Famille-Institut Lega
- Sœurs missionnaires de la Sainte-Famille
- Filles missionnaires de la Sainte Famille de Nazareth
- Sœurs de la Sainte Famille de Nazareth
- Sœurs de la Sainte-Famille du Sacré-Cœur
- Sœurs de la Sainte Famille de Savillan
- Sœurs sacramentines de Bergame
- Sœurs de la sainte union des Sacrés Cœurs
- Sœurs des Sacrés-Cœurs et de l'adoration perpétuelle du Saint Sacrement
- Filles des Sacrés Cœurs de Jésus et de Marie
- Filles des Sacrés Cœurs de Jésus et de Marie (Institut Ravasco)
- Sœurs missionnaires des Sacrés Cœurs de Jésus et Marie de Majorque
- Petites Filles des Sacrés-Cœurs de Jésus et Marie
- Sœurs des Sacrés-Cœurs de Jésus et de Marie de Castellammare
- Sœurs des Sacrés-Cœurs de Jésus et de Marie
- Sœurs des Saints-Cœurs de Jésus et de Marie
- Sœurs missionnaires des Sacré Cœurs de Jésus et Marie
- Sœurs disciples du Sacré-Cœur
- Franciscaines minimes du Sacré-Cœur
- Petites Servantes du Sacré-Cœur
- Servantes du Sacré Cœur de Jésus de Cracovie
- Servantes du Sacré-Cœur
- Servantes du Sacré-Cœur de Jésus de Versailles
- Filles du Sacré Cœur de Jésus de Guadalajara
- Filles de la charité du Sacré-Cœur de Jésus
- Sœurs du Sacré-Cœur de Jésus de Saint-Jacut-les-Pins
- Sœurs du Sacré Cœur de Raguse
- Sœurs de la charité du Sacré-Cœur de Jésus
- Servantes du Sacré-Cœur de Jésus Agonisant
- Petites Servantes du Sacré-Cœur de Jésus pour les pauvres malades
- Filles du Sacré Cœur de Jésus de Verzeri
- Servantes du Sacré-Cœur de Jésus et des Pauvres
- Sœurs du Sacré-Cœur de Jésus et des Saints Anges
- Sœurs missionnaires du Sacré-Cœur
- Servantes du Sacré-Cœur de Jésus sous la protection de saint Joseph
- Société du Sacré-Cœur de Jésus
- Servantes du Saint Cœur de Marie
- Congrégation des Religieuses du Sacré-Cœur de Marie
- Servantes du Sacré-Cœur de sainte Catherine Volpicelli
- Sœurs du Sacré-Cœur du Verbe Incarné
- Salésiennes missionnaires de Marie Immaculée
- Salésiennes des Sacrés-Cœurs
- Salésiennes du Sacré-Cœur de Jésus
- Sœurs de la Compagnie du Sauveur
- Sœurs du Sauveur et de la sainte Vierge
- Sœurs de Saint Augustin de Pologne
- Religieuses de Saint-André
- Sœurs des Saints Anges
- Sœurs des Saints Anges gardiens
- Sœurs de l'Ange Gardien
- Filles de Sainte Anne
- Filles de Sainte Anne de Ranchi
- Sœurs de Sainte-Anne
- Sœurs de Sainte-Anne de Turin
- Sœurs de la charité de sainte Anne
- Congrégation des sœurs du Saint Enfant Jésus
- Filles de Saint Camille
- Sœurs de Saint Charles de Lyon
- Sœurs de la charité de Saint-Charles
- Sœurs de Saint Casimir
- Sœurs des pauvres de Sainte Catherine de Sienne
- Sœurs de l'union de sainte Catherine de Sienne des missionnaires des écoles
- Congrégation de Sainte-Catherine
- Sœurs des Saints Cyrille et Méthode de Danville
- Sœurs des Saints Cyrille et Méthode de Velehrad
- Sœurs de la Sainte Croix de Menzingen
- Sœurs de la Sainte-Croix
- Sœurs de la charité de la Sainte-Croix
- Sœurs de la Sainte Croix et de la Passion
- Sœurs de Sainte-Croix
- Sœurs de Saint Dominique de Cracovie
- Sœurs maîtresses de sainte Dorothée
- Sœurs de Sainte-Dorothée, Filles des Sacrés-Cœurs
- Sœurs de sainte Dorothée de Frassinetti
- Sœurs de Sainte Dorothée de Cemmo
- Sœurs de sainte Edwige
- Sœurs de Sainte Élisabeth
- Sœurs de la charité de Sainte-Élisabeth
- Filles de Saint Eusèbe
- Sœurs de Saint Félix de Cantalice
- Sœurs des pauvres de Saint François
- Petites Sœurs de saint François d'Assise
- Sœurs de Saint François d'Assise
- Sœurs de saint François d'Assise de Lyon
- Filles de Saint François de Sales
- Sœurs de Saint François de Sales
- Pauvres filles de saint Gaétan
- Sœurs de Sainte Gemma Galgani
- Sœurs de la charité de Sainte-Jeanne-Antide-Thouret
- Sœurs de Sainte Jeanne d'Arc
- Servantes de Saint Joseph de Varèse
- Filles de Saint Joseph de Genoni
- Filles de Saint Joseph de Rivalba
- Filles de saint Joseph de Caburlotto
- Sœurs de Saint Joseph de Saint-Péray
- Petites Filles de Saint-Joseph
- Servantes de Saint Joseph
- Sœurs de Saint Joseph d'Annecy
- Sœurs de Saint Joseph d'Aoste
- Sœurs de Saint Joseph de Coni
- Sœurs de Saint Joseph de Cracovie
- Sœurs de Saint Joseph de Lyon
- Sœurs de Saint Joseph de Gérone
- Sœurs de saint Joseph de Mexico
- Sœurs de Saint-Joseph de Cluny
- Sœurs de Saint Joseph de Philadelphie
- Sœurs de Saint-Joseph de Chambéry
- Sœurs de Saint Joseph de Saint-Hyacinthe
- Sœurs de Saint Joseph de Carondelet
- Sœurs de Saint Joseph de Sault-Sainte-Marie
- Sœurs de Saint Joseph de Tarbes
- Sœurs de Saint Joseph de Turin
- Sœurs de Saint Joseph de Toronto
- Sœurs pauvres buenos-airiennes de saint Joseph
- Sœurs de Saint-Joseph-de-l'Apparition
- Sœurs de Saint Joseph Benoît Cottolengo
- Filles pauvres de saint Joseph Calasanz
- Sœurs de Saint Joseph du Canada
- Mères des abandonnés et de saint Joseph de la montagne
- Petites sœurs de Saint Joseph de Montgay
- Filles de Saint Joseph, protectrices de l'enfance
- Sœurs de Saint-Joseph du Sacré-Cœur
- Filles de la Sainte-Enfance de Jésus et de Marie
- Sœurs de Saint Louis
- Sœurs de la charité de Saint-Louis
- Servantes de Sainte Marguerite-Marie et des pauvres
- Filles de Sainte Marie de Leuca
- Sœurs de Sainte Marie de Lorette
- Sœurs de la charité de Sainte Marie
- Sœurs de Sainte Marie de l'Assomption
- Sœurs de Sainte Marie-Madeleine Postel
- Sœurs de sainte Marianne de Jésus
- Sœurs de Sainte-Marthe
- Sœurs de Sainte Marthe de Vintimille
- Sœurs de Saint Michel Archange
- Sœurs du saint Nom de Jésus
- Sœurs des saints Noms de Jésus et de Marie
- Compagnie de Sainte-Ursule d'Anne de Xainctonge
- Filles de Saint-Paul
- Sœurs de Saint-Paul de Chartres
- Sœurs missionnaires de saint Pierre Claver
- Petites sœurs des pauvres de saint Pierre Claver
- Servantes du Très-Saint-Sacrement
- Sœurs du Saint Sacrement de Valence
- Sœurs du Saint Sacrement pour les Indiens et les Noirs
- Sœurs missionnaires du Saint Sacrement et de Marie Immaculée
- Sœurs du Très Saint Sauveur
- Ordre de Sainte-Brigitte
- Filles de Sainte Thérèse
- Petites sœurs de Sainte Thérèse de l'Enfant Jésus
- Sœurs missionnaires de sainte Thérèse de l'Enfant Jésus
- Oblates de Sainte Thérèse de l'Enfant Jésus
- Compagnie de Sainte Thérèse
- Congrégation des Sœurs de Saint-Thomas de Villeneuve
- Sœurs trinitaires de Valence
- Servantes de la Très Sainte Trinité et des pauvres
- Filles de la Très Sainte Vierge Immaculée de Lourdes
- Sœurs de la charité de Saint-Vincent-de-Paul (Halifax)
- Sœurs de la Charité de Saint Vincent de Paul de Majorque
- Sœurs de la Sainte Face
- Filles de la sagesse
- Sœurs missionnaires de saint Charles Borromée
- Pauvres sœurs des écoles de Saint François Séraphique
- Filles de Marie des écoles pies
- Franciscaines de Notre-Dame des Douleurs
- Sœurs Servites de Marie de Londres
- Sœurs de la Mère des Douleurs, servantes de Marie
- Servantes de Notre-Dame des Douleurs de Nocera de' Pagani
- Servantes de Notre-Dame des Douleurs de Chioggia
- Servantes de Marie de Galeazza
- Servantes de Marie Réparatrices
- Servantes des pauvres
- Servantes du Seigneur d'Ajmer
- Sœurs missionnaires de la Société de Marie
- Société Missionnaire de Marie
- Filles du Saint-Esprit
- Sœurs missionnaires servantes du Saint-Esprit
- Sœurs servantes du Saint-Esprit de l'adoration perpétuelle
- Pauvres filles des saints stigmates de saint François d'Assise
- Sœurs Théatines de l'Immaculée Conception de la Vierge Marie
- Sœurs tertiaires capucines de la Sainte Famille
- Sœurs trinitaires de Madrid
- Sœurs trinitaires de Rome
- Religieuses du Verbe incarné
- Sœurs de la Présentation de la Bienheureuse Vierge Marie
- Sœurs Véronique de la Sainte Face
- Sœurs vestiaires de Jésus
- Sœurs vincentiennes de Marie Immaculée
- Sœurs de la Visitation du Japon
- Pauvres filles de la Visitation de Marie
- Sœurs victimes expiatrices de Jésus-Sacrement

Liste des congrégations religieuses féminines de droit pontifical sous l'autorité de la Congrégation pour les Églises orientales classées selon l'ordre d'apparition dans l'annuaire pontifical de 2017. 
- Sœurs des démunis
- Sœurs de l'ordre de Saint Basile le Grand
- Sœurs basiliennes, Filles de Sainte-Macrine
- Sœurs de la charité de Thrissur
- Sœurs de la Mère du Carmel
- Dominicaines de Sainte Catherine de Sienne de Mossoul
- Franciscaines clarisses
- Franciscaines de la Croix du Liban
- Sœurs de l'Imitation du Christ (Église catholique syro-malankare)
- Servantes de Marie Immaculée
- Sœurs de la Sainte Famille de Thrissur (Église catholique syro-malabare)
- Sœurs de la congrégation du Sacré-Cœur
- Sœurs de Saint Joseph époux de la Bienheureuse Vierge Marie
- Sœurs du Saint Rosaire de Jérusalem des Latins